# それで自由になったのかい
『それで自由になったのかい』（それでじゆうになったのかい）『手紙』（てがみ）は、岡林信康が、URCレコードより発売したシングル。

## 解説
収録曲の順番を変えて2回発売されており、1970年5月発売のシングルは、A面が「それで自由になったのかい」で、B面が「手紙」であるのに対して、1971年4月25日発売のシングルは、AB面が入れ替わり、アーティスト表記も岡林とはっぴいえんどの連名に変更されている。本作は“岡林信康withはっぴいえんど”でリリースされたURC時代の7インチ・シングルを集めたボックス・セット『岡林信康withはっぴいえんど 7インチBOX』に復刻収録された。
「手紙」は7インチレコードとしては標準の45回転であるが、「それで自由になったのかい」は、1970年『第2回全日本フォークジャンボリー』実況録音により収録時間が9:20と長いため、33･1/3回転となっている。
「それで自由になったのかい」は、高度経済成長時代の現代社会を監獄にたとえ、その中で満足している一般の人々に立ち上がるよう励ますように作って歌った歌。
当時の解説としては、岡林は下記のように言っている。

## 収録曲

### SIDE A
1. それで自由になったのかい  –  (9:20)
  - 作詞・作曲：岡林信康、編曲・演奏：はっぴいえんど
  - 1970年第2回全日本フォークジャンボリー実況録音

### SIDE B
1. 手紙  –  (4:25)
  - 作詞：中島一子・岡林信康、作曲：岡林信康
  - 既発のアルバム『わたしを断罪せよ 岡林信康フォーク・アルバム第一集』収録のバージョンはギター1本だったが、本バージョンはベース・ギターが入ることにより重低音が増し、詞の内容がさらに重く伝わってくる。

## 1971年盤

### 解説
「手紙」は、おじいさんから店をもらって二人一緒に暮らすはずが、部落差別が理由で結婚を断られるという女性視点の歌。中島一子という被差別部落出身者の遺書を元に、岡林が作詞してできた曲。
当時労音などで、ザ・フォーククルセダーズとして一緒に回っていた加藤和彦の協力も経て完成。
タイトルは「ある女の遺書」→「ある女の手紙」→「手紙」と変遷の上、決定している。
当時、岡林は下記のように言っている。
「フォークリポート」1969年創刊号に掲載されている、中島一子の遺書「死の前のてがみ」（両親に宛てた遺書）を元に作ったという歌詞と、発表されている歌詞とでは、三番の冒頭
遺書）だけどお父さん　お母さん　私は二度と　恋はしない
歌詞）もしも差別がなかったら　好きな人とお店が持てた
が異なっている。
部落差別に関連した歌では「竹田の子守唄」も有名で、歌詞の中に「在所」という言葉が出てきて、これが部落を指すということで放送禁止歌（実際は自主規制）になっているが、この曲は歌詞の中に直接「部落」という言葉が入っており、これも超Aランク放送禁止歌になっている。
森達也制作のドキュメンタリー「放送禁止歌〜唄っているのは誰?規制するのは誰?〜」にて、番組最後に映像なしでこの曲がフルコーラスで放送されたが、テレビ史上初のことだった。森本人がこの曲と「チューリップのアップリケ」について、番組に取り上げるべく岡林本人と連絡を試みたが、森本人が書いた手紙は関係者を通して岡林本人に読んでもらえたが、返事はもらえなかったという。

### 収録曲

#### SIDE A
1. 手紙  –  (4:25)

#### SIDE B
1. それで自由になったのかい  –  (9:20)

## レコーディング・メンバー

### それで自由になったのかい
- 唄：岡林信康
- リードギター：鈴木茂
- サイドギター：大滝詠一
- ベース・ギター：細野晴臣
- ドラム：松本隆

#### スタッフ
- Mixer：千葉精一
- A.D.：矢吹申彦
- P：秦政明

### 手紙
- 唄：岡林信康
- ギター：中川イサト
- ベース・ギター：松田弘
- R.D.：岡林信康

#### スタッフ
- Mixer：四家秀次郎
- 録音日：1969年7月5日、12月6日
- 録音スタジオ：アオイスタジオ